# Kulm, Svinec
Kulm je naselje v Občini Svinec v Okraju Šentvid ob Glini na Koroškem v Avstriji.